# Piazzole
Piazzole est une commune française située dans la circonscription départementale de la Haute-Corse et le territoire de la collectivité de Corse. Le village appartient à la piève d'Orezza, en Castagniccia.

## Géographie

### Situation
Piazzole se situe dans la pieve d'Orezza, au cœur de la microrégion de la Castagniccia, dans le parc naturel régional de Corse auquel elle a adhéré, dans son « territoire de vie » nommé Castagniccia.

## Urbanisme

### Typologie
Au 1er janvier 2024, Piazzole est catégorisée commune rurale à habitat très dispersé, selon la nouvelle grille communale de densité à sept niveaux définie par l'Insee en 2022.
Elle est située hors unité urbaine. Par ailleurs la commune fait partie de l'aire d'attraction de Bastia, dont elle est une commune de la couronne,. Cette aire, qui regroupe 93 communes, est catégorisée dans les aires de 50 000 à moins de 200 000 habitants,.

### Occupation des sols
L'occupation des sols de la commune, telle qu'elle ressort de la base de données européenne d’occupation biophysique des sols Corine Land Cover (CLC), est marquée par l'importance des forêts et milieux semi-naturels (100 % en 2018), une proportion identique à celle de 1990 (100 %). La répartition détaillée en 2018 est la suivante : 
forêts (92,2 %), espaces ouverts, sans ou avec peu de végétation (7,8 %). L'évolution de l’occupation des sols de la commune et de ses infrastructures peut être observée sur les différentes représentations cartographiques du territoire : la carte de Cassini (XVIIIe siècle), la carte d'état-major (1820-1866) et les cartes ou photos aériennes de l'IGN pour la période actuelle (1950 à aujourd'hui).

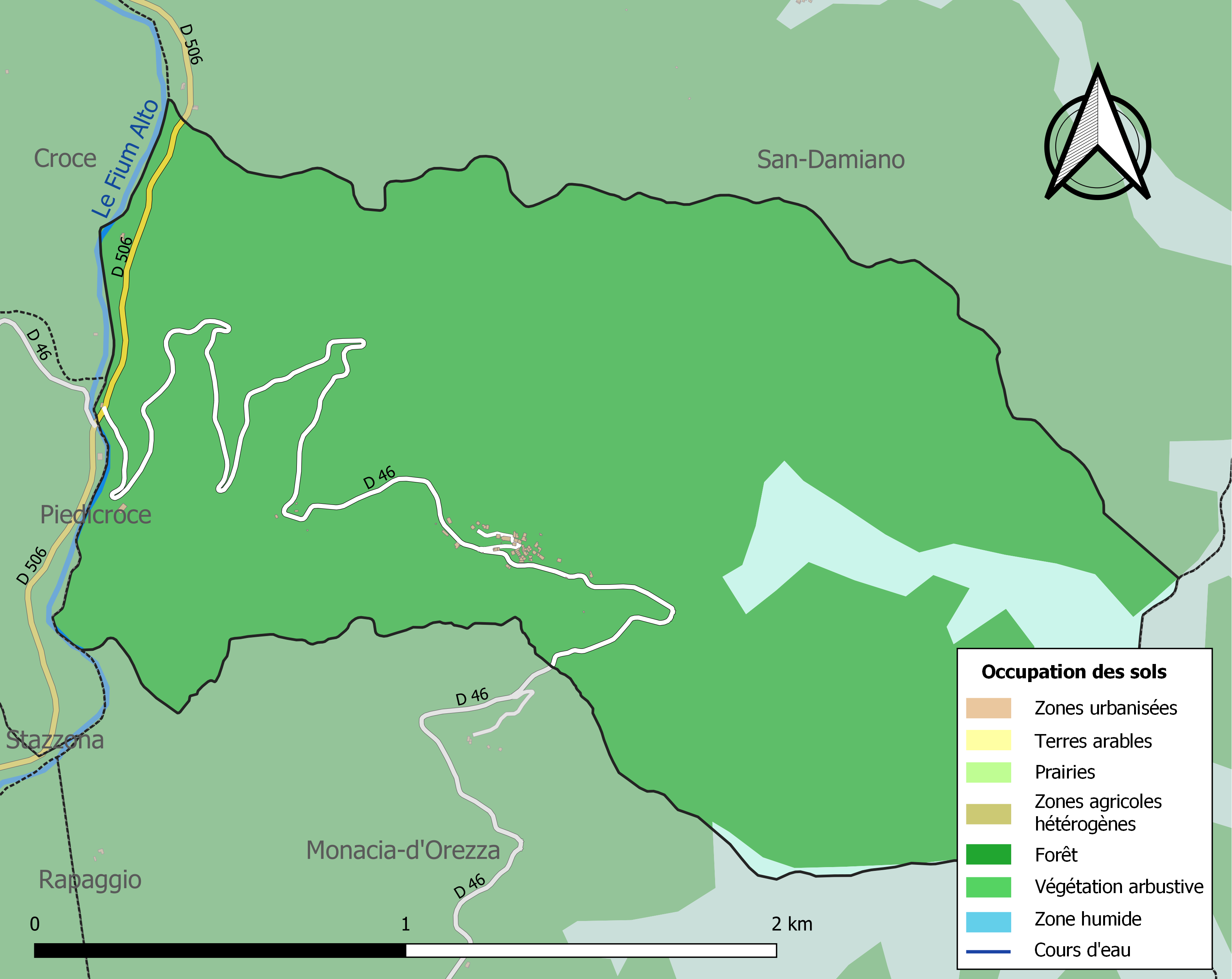
Carte des infrastructures et de l'occupation des sols de la commune en 2018 (CLC).

## Toponymie
Le nom en corse de la commune est Piazzole [pjɛʦˈʦoːlɛ]. Ses habitants sont les Piazzulinchi.

## Histoire
Le village fut incendié vers 1568 par Luce de Casabianca lors de la révolte Corse contre Gène

## Politique et administration
| Période                                  | Période                                              | Identité                 | Étiquette | Qualité      |
| ---------------------------------------- | ---------------------------------------------------- | ------------------------ | --------- | ------------ |
| 1874 (déjà élu)                          | 1878                                                 | Paul Antoine EMANUELLI   |           |              |
| 1878                                     | 1878                                                 | Charles Mathieu RISTORI  |           |              |
| 1879                                     | 1880                                                 | Dominique FRANCESCHI     |           |              |
| 1880                                     |                                                      | Simon François RISTORI   |           |              |
| 1895 (déjà élu)                          | 1904 (Présent en tant que membre du Conseil général) | Charles Philippe RISTORI |           |              |
| 2004                                     | 2008                                                 | Jean-Paul EMMANUELLI     |           | Patron Marin |
| mars 2008                                | 2014                                                 | Xavier EMMANUELLI        |           |              |
| mars 2014                                | En cours                                             | Paul-Jean EMMANUELLI     | UMP-LR    | Patron marin |
| Les données manquantes sont à compléter. |                                                      |                          |           |              |

## Démographie
L'évolution du nombre d'habitants est connue à travers les recensements de la population effectués dans la commune depuis 1800. Pour les communes de moins de 10 000 habitants, une enquête de recensement portant sur toute la population est réalisée tous les cinq ans, les populations de référence des années intermédiaires étant quant à elles estimées par interpolation ou extrapolation. Pour la commune, le premier recensement exhaustif entrant dans le cadre du nouveau dispositif a été réalisé en 2006.

En 2022, la commune comptait 50 habitants, en évolution de +19,05 % par rapport à 2016 (Haute-Corse : +5,15 %, France hors Mayotte : +2,11 %).
| 1800 | 1806 | 1821 | 1831 | 1836 | 1841 | 1846 | 1851 | 1856 |
| ---- | ---- | ---- | ---- | ---- | ---- | ---- | ---- | ---- |
| 369  | 325  | 335  | 307  | 309  | 314  | 293  | 249  | 260  |

| 1861 | 1866 | 1872 | 1876 | 1881 | 1886 | 1891 | 1896 | 1901 |
| ---- | ---- | ---- | ---- | ---- | ---- | ---- | ---- | ---- |
| 260  | 258  | 619  | 273  | 262  | 244  | 247  | 271  | 311  |

| 1906 | 1911 | 1921 | 1926 | 1931 | 1936 | 1946 | 1954 | 1962 |
| ---- | ---- | ---- | ---- | ---- | ---- | ---- | ---- | ---- |
| 293  | 184  | 164  | 206  | 200  | 313  | 150  | 151  | 81   |

| 1968 | 1975 | 1982 | 1990 | 1999 | 2006 | 2011 | 2016 | 2021 |
| ---- | ---- | ---- | ---- | ---- | ---- | ---- | ---- | ---- |
| 47   | 39   | 37   | 31   | 43   | 46   | 48   | 42   | 47   |

| 2022 | - | - | - | - | - | - | - | - |
| ---- | - | - | - | - | - | - | - | - |
| 50   | - | - | - | - | - | - | - | - |

## Lieux et monuments

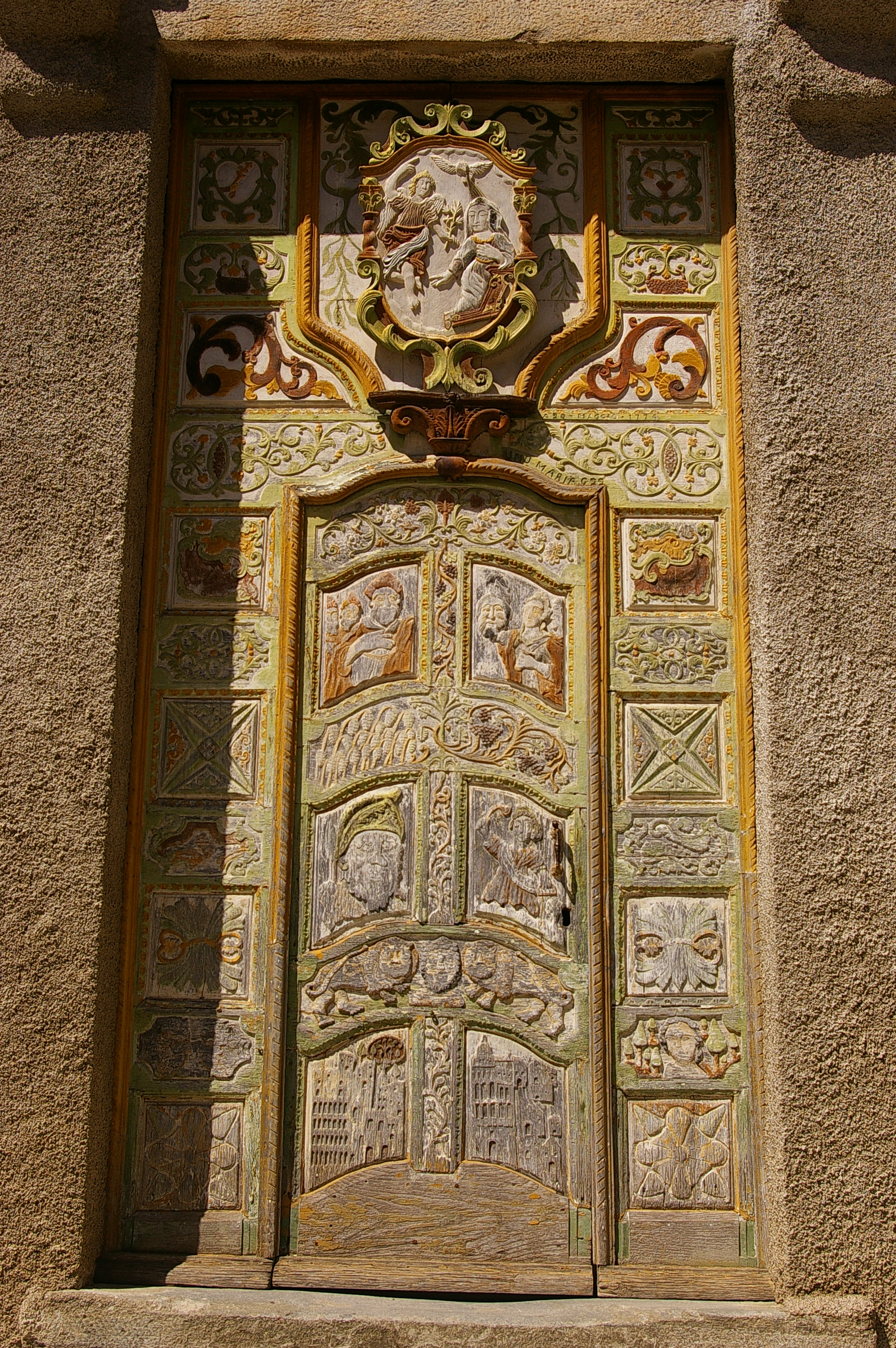
Porte de l'église de l'Annonciation.

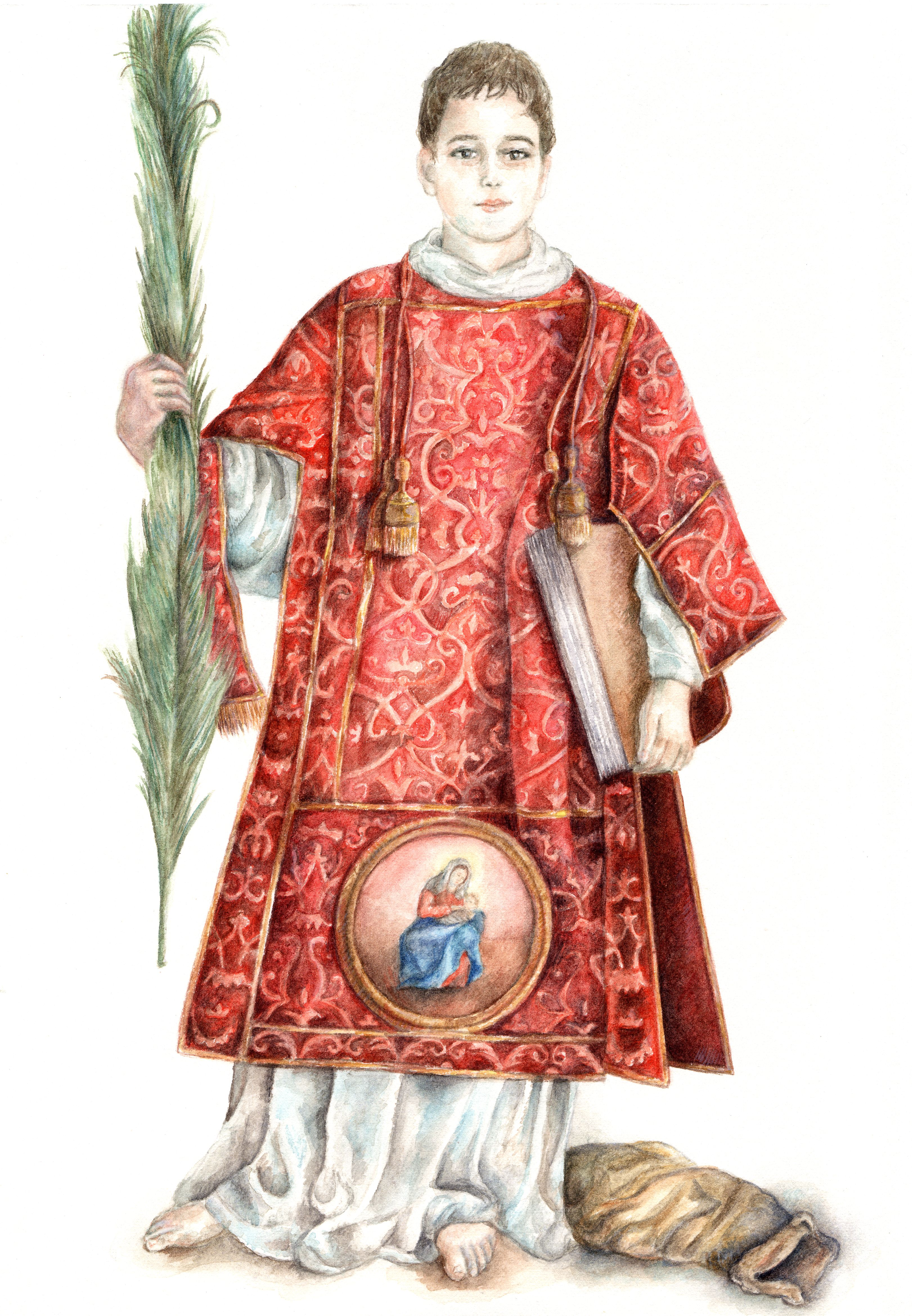
Saint Césaire diacre et martyr de Terracina, Patron de Piazzole.

- Saint Césaire diacre et martyr de Terracina, Patron de Piazzole.Église paroissiale de l'Annonciation, dont la porte en bois sculpté (1774) est classée comme Monument historique depuis 1992[11]. Selon la tradition orale, la porte aurait été réalisée par un bandit pour se racheter de son crime. La porte fut dressée le 20 mai 1774. Le saint patron de la ville est saint Césaire diacre et martyr de Terracina.
- Chapelle Saint-Pierre.
- Monument aux morts: en plus des pertes au combat, une plaque commémore l'accident du 3 octobre 1968 qui a coûté la vie à deux pilotes de Mirage III-E.

## Personnalités liées à la commune
- Guglielmo Guglielmi (1644-1729), prêtre et pionnier de la poésie en langue corse.